# Sărăteni, Leova
Sărăteni este un sat în partea de vest a Republicii Moldova, în comuna omonimă din raionul Leova.

## Demografie

### Structura etnică
Structura etnică a satului Sărăteni conform recensământului populației din 2004:
| Grup etnic                                               | Populație | % Procentaj  |
| -------------------------------------------------------- | --------- | ------------ |
| Băștinași declarați Moldoveni Băștinași declarați Români | 567 2     | 73,16% 0,26% |
| Ucraineni                                                | 145       | 18,71%       |
| Bulgari                                                  | 40        | 5,16%        |
| Ruși                                                     | 12        | 1,55%        |
| Țigani                                                   | 4         | 0,52%        |
| Găgăuzi                                                  | 3         | 0,39%        |
| Polonezi                                                 | 1         | 0,13%        |
| Alții                                                    | 1         | 0,13%        |
| Total                                                    | 775       |              |